# Hymenia
Hymenia é um gênero de mariposa pertencente à família Crambidae.